# John Picard
John Francis Picard (* 17. Mai 1937 in London) ist ein britischer Jazzmusiker (Posaune, Piano).

## Leben und Wirken
Picard spielte während seines Wehrdienstes an den Wochenenden mit Cy Laurie, mit dem er auch im Anschluss arbeitete. Von 1954 an war er Mitglied der Band von Humphrey Lyttelton, bei dem er bis 1961 blieb und an zahlreichen Einspielungen beteiligt war. Daneben spielte er in der Jump Band von Bruce Turner, aber auch Modern Jazz im Quintett von Tony Coe. Während des Großteils der 1960er Jahre arbeitete er tagsüber als Teilhaber einer Immobilienfirma, um weiterhin mit Coe spielen zu können; daneben leitete er gemeinsam mit Kathy Stobart eine Band, nahm aber auch mit Tubby Hayes auf (Jazz Tete a Tete, 1966). In den frühen 1970er Jahren gehörte er neben Don Weller, Coe und Trompeter Colin Smith zu einem Septett, das sowohl im Stil von Duke Ellington als auch in dem von Charles Mingus spielte. Auch fungierte er als erster Posaunist der London Jazz Big Band von Stan Greig; für diese Band schrieb er avantgardistische Arrangements (etwa „Meet Mr. Rabbit“ oder „Golden Apples of the Sun“). Mit Alexis Korner, Dick Morrissey, Weller und Bob Hall gehörte er 1981 auch zu Ian Stewarts Rockett 88, in der er eine der tragenden Säulen bildete. Seit 1985 spielte er in der Bigband von Charlie Watts; er nahm auch mit Brian Lemon auf.
Sein Sohn Simon Picard ist gleichfalls Jazzmusiker.

## Lexikalische Einträge
- Ian Carr, Digby Fairweather, Brian Priestley: Rough Guide Jazz. Der ultimative Führer zur Jazzmusik. 1700 Künstler und Bands von den Anfängen bis heute. Metzler, Stuttgart/Weimar 1999, ISBN 3-476-01584-X.
- John Chilton, Who’s Who of British Jazz. Continuum International Publishing Group 2004; ISBN 0-8264-7234-6